# Tommi Kinnunen
Pour les articles homonymes, voir Kinnunen.
Tommi Kinnunen, né en 1973 à Kuusamo, est un écrivain finlandais.

## Biographie
Tommi Kinnunen enseigne la littérature et le finnois à l'école de Luostarivuori.
Il amorce sa carrière en littérature par l'écriture de nouvelles qui formeront ultérieurement Là où se croisent quatre chemins (Neljäntienristeys), son premier roman publié en 2014 qui est nommé la même année pour le prix littéraire Helsingin Sanomat. Son deuxième roman, Lopotti (2016), bien que n'étant pas une suite du premier, en reprend certains personnages.

## Œuvres

### Romans
- Là où se croisent quatre chemins, Albin Michel, 2017 ((fi) Neljäntienristeys, WSOY, 2014  (ISBN 9789510405185)), trad. Claire Saint-Germain  (ISBN 978-2-226-31937-1)
- (fi) Tommi Kinnunen, Lopotti, WSOY, 2016, 368 p. (ISBN 978-951-0-41534-4)

### Théâtre
Kinnunen a écrit des pièces de théâtre pour le théâtre de l'université de Turku (fi) et pour le théâtre des jeunes de Turku (fi).

## Récompenses
- Prix Nuori Aleksis 2015
- Médaille Kiitos kirjasta 2015